# Communauté de communes du Territoire de Lunéville à Baccarat
La communauté de communes du Territoire de Lunéville à Baccarat est une communauté de communes française, créée le 1er janvier 2017 et située dans le département de Meurthe-et-Moselle en région Grand Est.

## Historique
La communauté de communes est créée par arrêté du 9 décembre 2016 avec effet au 1er janvier 2017 par la fusion de la communauté de communes du Lunévillois et de la communauté de communes des Vallées du Cristal, étendue aux communes de Fraimbois, Franconville, Haudonville, Lamath, Magnières, Moyen, Vallois, Vathiménil et Xermaménil (issues de la communauté de communes de la Mortagne) et de Rehainviller (issue de la communauté de communes du Val de Meurthe).

### Géographie

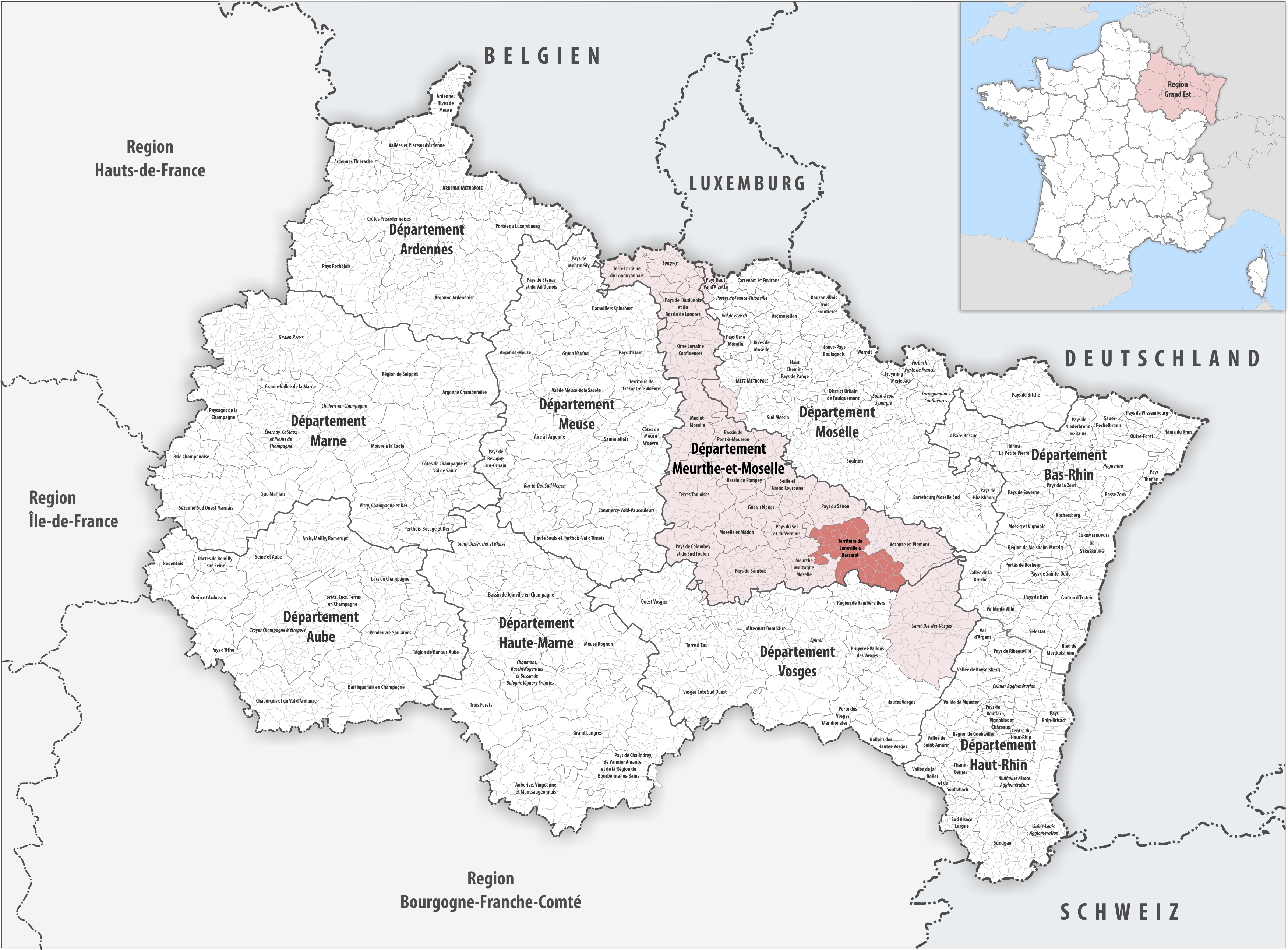
La communauté de communes du Territoire de Lunéville à Baccarat au sein du Grand Est.

## Territoire communautaire

### Composition
La communauté de communes est composée des 43 communes suivantes :

| Nom                   | Code Insee | Gentilé          | Superficie (km2) | Population (dernière pop. légale) | Densité (hab./km2) |
| --------------------- | ---------- | ---------------- | ---------------- | --------------------------------- | ------------------ |
| Lunéville (siège)     | 54329      | Lunévillois      | 16,34            | 17 920 (2022)                     | 1 097              |
| Azerailles            | 54038      | Acervalliens     | 14               | 770 (2022)                        | 55                 |
| Baccarat              | 54039      | Bachâmois        | 13,53            | 4 107 (2022)                      | 304                |
| Bénaménil             | 54061      | Bénaménilois     | 9,38             | 590 (2022)                        | 63                 |
| Bertrichamps          | 54065      | Bertrichampois   | 19,66            | 1 067 (2022)                      | 54                 |
| Brouville             | 54101      | Brouvillois      | 9,7              | 121 (2022)                        | 12                 |
| Chanteheux            | 54116      | Cantenois        | 5,79             | 2 124 (2022)                      | 367                |
| Chenevières           | 54125      |                  | 4,54             | 477 (2022)                        | 105                |
| Croismare             | 54148      | Croismariens     | 15,7             | 632 (2022)                        | 40                 |
| Deneuvre              | 54154      | Danubriens       | 9,7              | 461 (2022)                        | 48                 |
| Flin                  | 54199      | Flinois          | 11,64            | 385 (2022)                        | 33                 |
| Fontenoy-la-Joûte     | 54201      |                  | 10,89            | 311 (2022)                        | 29                 |
| Fraimbois             | 54206      | Fraimboisiens    | 15,02            | 363 (2022)                        | 24                 |
| Franconville          | 54209      | Franconvillois   | 4,56             | 63 (2022)                         | 14                 |
| Gélacourt             | 54217      | Gélacourtois     | 4,78             | 184 (2022)                        | 38                 |
| Glonville             | 54229      | Glonvillois      | 18,58            | 376 (2022)                        | 20                 |
| Hablainville          | 54243      | Hablainvillois   | 7,59             | 223 (2022)                        | 29                 |
| Haudonville           | 54255      |                  | 7,46             | 82 (2022)                         | 11                 |
| Hériménil             | 54260      | Hériménillois    | 12,48            | 903 (2022)                        | 72                 |
| Jolivet               | 54281      | Jolivetiens      | 7,2              | 889 (2022)                        | 123                |
| Lachapelle            | 54287      |                  | 10,17            | 260 (2022)                        | 26                 |
| Lamath                | 54292      |                  | 5,6              | 180 (2022)                        | 32                 |
| Laneuveville-aux-Bois | 54297      | Laneuvillois     | 19,04            | 301 (2022)                        | 16                 |
| Laronxe               | 54303      |                  | 6,83             | 365 (2022)                        | 53                 |
| Magnières             | 54331      | Magnièrois       | 11,58            | 284 (2022)                        | 25                 |
| Manonviller           | 54349      | Manonvillois     | 6,98             | 171 (2022)                        | 24                 |
| Marainviller          | 54350      | Marainvillois    | 16,99            | 702 (2022)                        | 41                 |
| Merviller             | 54365      |                  | 12,4             | 328 (2022)                        | 26                 |
| Moncel-lès-Lunéville  | 54373      | Moncellois       | 21,94            | 612 (2022)                        | 28                 |
| Moyen                 | 54393      | Ménoviciens      | 23,57            | 522 (2022)                        | 22                 |
| Pettonville           | 54422      |                  | 2,92             | 66 (2022)                         | 23                 |
| Rehainviller          | 54449      | Rehainvillois    | 5,64             | 1 053 (2022)                      | 187                |
| Reherrey              | 54450      | Reherrois        | 5,87             | 152 (2022)                        | 26                 |
| Saint-Clément         | 54472      | Saint-Clémentais | 16,47            | 850 (2022)                        | 52                 |
| Thiaville-sur-Meurthe | 54519      | Thiavillois      | 4,47             | 595 (2022)                        | 133                |
| Thiébauménil          | 54520      | Thiébauménilois  | 3,87             | 383 (2022)                        | 99                 |
| Vacqueville           | 54539      | Vacquevillois    | 9,96             | 222 (2022)                        | 22                 |
| Vallois               | 54543      |                  | 7,27             | 124 (2022)                        | 17                 |
| Vathiménil            | 54550      |                  | 12,3             | 315 (2022)                        | 26                 |
| Vaxainville           | 54555      |                  | 3,59             | 84 (2022)                         | 23                 |
| Veney                 | 54560      |                  | 3,45             | 53 (2022)                         | 15                 |
| Vitrimont             | 54588      | Vitrimontois     | 11,85            | 387 (2022)                        | 33                 |
| Xermaménil            | 54595      |                  | 10,84            | 552 (2022)                        | 51                 |

### Démographie
| 1968   | 1975   | 1982   | 1990   | 1999   | 2010   | 2015   | 2021   |
| ------ | ------ | ------ | ------ | ------ | ------ | ------ | ------ |
| 43 171 | 42 611 | 43 024 | 42 633 | 41 856 | 42 799 | 42 430 | 40 556 |

### Impact énergétique et climatique

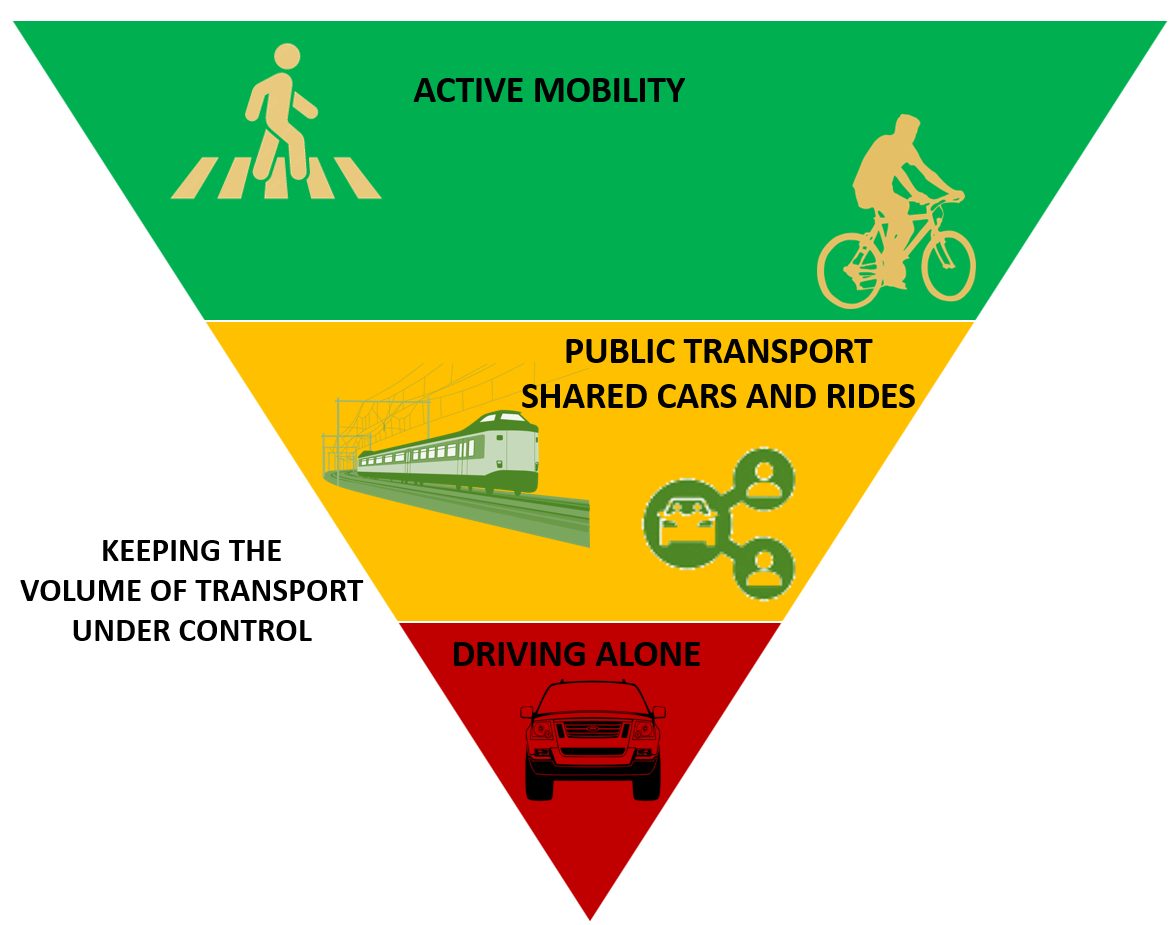
Pyramide de la mobilité, proposée par le projet européen Share North.

Énergie et effet de serre étant intimement liés, ATMO Grand Est tient à jour les statistiques énergétiques et climatiques de la communauté de communes du Territoire de Lunéville à Baccarat pour l'année 2020 et pour tous les secteurs, y compris les transports.
| -                              | Transports routiers | Autres transports |
| ------------------------------ | ------------------- | ----------------- |
| Carburant (GWh)                | 394                 | 1                 |
| Électricité (GWh)              | 0                   | 7                 |
| Gaz à effet de serre (ktéqCO2) | 100                 | 0                 |

### Énergie et climat
Dans le cadre du schéma régional d'aménagement, de développement durable et d'égalité des territoires (SRADDET) du Grand Est, ATMO Grand Est tient à jour les statistiques énergétiques  des établissements publics de coopération intercommunale de la région sous forme de diagramme de flux.
L'énergie finale annuelle, consommée en 2020, est exprimée en gigawatts-heures,.
| -                          | GWh |
| -------------------------- | --- |
| Électricité                | 204 |
| Carburants ou combustibles | 841 |
| Chaleur primaire           | 32  |

L'énergie produite en 2020 est également exprimée en gigawatts-heures.
| -                          | GWh |
| -------------------------- | --- |
| Électricité                | 3   |
| Carburants ou combustibles | 119 |
| Chaleur primaire           | 33  |

Les gaz à effet de serre sont exprimés en kilotonnes équivalent CO2.
| -                     | ktéqCO2 |
| --------------------- | ------- |
| Liées à l'énergie     | 185     |
| Non liées à l'énergie | 69      |

## Administration

### Siège
Le siège de la communauté de communes est situé à Lunéville.

### Les élus
Le conseil communautaire de la communauté de communes se compose de 79 conseillers, élus pour une durée de six ans.
Ils sont répartis comme suit :
| Nombre de conseillers | Communes               |
| --------------------- | ---------------------- |
| 29                    | Lunéville              |
| 7                     | Baccarat               |
| 3                     | Chanteheux             |
| 1 (+1 suppléant)      | les 40 autres communes |

### Présidence
| Période      | Période      | Identité                     | Étiquette | Qualité                           |
| ------------ | ------------ | ---------------------------- | --------- | --------------------------------- |
| janvier 2017 | juillet 2020 | Laurent de Gouvion Saint-Cyr | LR        | Conseiller municipal de Lunéville |
| juillet 2020 | En cours     | Bruno Minutiello             | LR        | Maire de Bénaménil (2017 → )      |

### Compétences
- Transports : la communauté de communes est devenue autorité organisatrice de la mobilité (AOM).

### Régime fiscal et budget
Le régime fiscal de la communauté de communes est la fiscalité professionnelle unique (FPU).